# VII Premis de la Unión de Actores
La VII edició dels Premis de la Unión de Actores, corresponents a l'any 1997, concedits pel sindicat d'actors Unión de Actores y Actrices, va tenir lloc el 28 de gener de 1998 al Teatro Albéniz de Madrid. El director de l'acte fou Juan Polanco.

## Guardons

### Premi a Tota una vida
- Berta Riaza

### Premi Especial
- Fundación Argentaria

### Cinema

#### Millor interpretació protagonista
| Actor/Actriu    | Pel·lícula        | Resultat  |
| --------------- | ----------------- | --------- |
| Javier Bardem   | Perdita Durango   | Candidat  |
| Jordi Mollà     | La buena estrella | Guanyador |
| Antonio Resines | La buena estrella | Candidat  |

#### Millor interpretació secundària
| Actor/Actriu    | Pel·lícula           | Resultat   |
| --------------- | -------------------- | ---------- |
| Charo López     | Secretos del corazón | Guanyadora |
| Manuel Manquiña | Airbag               | Candidat   |
| Ángela Molina   | Carne trémula        | Candidata  |

#### Millor interpretació de repartiment
| Actor/Actriu    | Pel·lícula            | Resultat   |
| --------------- | --------------------- | ---------- |
| Pilar Bardem    | Carne trémula         | Guanyadora |
| Penélope Cruz   | Carne trémula         | Candidata  |
| Blanca Portillo | El color de las nubes | Candidata  |

#### Millor interpretació revelació
| Actor/Actriu     | Pel·lícula             | Resultat  |
| ---------------- | ---------------------- | --------- |
| Andoni Erburu    | Secretos del corazón   | Guanyador |
| Fernando Ramallo | Carreteras secundarias | Candidat  |
| Alberto San Juan | Airbag                 | Candidat  |

### Televisió

#### Millor interpretació protagonista
| Actor/Actriu      | Sèrie de televisió             | Resultat  |
| ----------------- | ------------------------------ | --------- |
| Imanol Arias      | Querido maestro                | Candidat  |
| Emma Suárez       | Querido maestro                | Candidata |
| Fernando Valverde | Todos los hombres sois iguales | Guanyador |

#### Millor interpretació secundària
| Actor/Actriu      | Sèrie de televisió             | Resultat   |
| ----------------- | ------------------------------ | ---------- |
| Jesús Bonilla     | Querido maestro                | Candidat   |
| Fernando Chinarro | Querido maestro                | Candidat   |
| Isabel Ordaz      | Todos los hombres sois iguales | Guanyadora |

#### Millor interpretación de repartiment
| Actor/Actriu   | Sèrie de televisió             | Resultat  |
| -------------- | ------------------------------ | --------- |
| Ángel Burgos   | Todos los hombres sois iguales | Guanyador |
| Blas Moya      | Menudo es mi padre             | Candidat  |
| Antonio Molero | Médico de familia              | Candidat  |

### Teatre

#### Millor interpretació protagonista
| Actor/Actriu      | Obra de teatre        | Resultat   |
| ----------------- | --------------------- | ---------- |
| Nuria Gallardo    | La venganza de Tamar  | Candidata  |
| Miguel Palenzuela | El enfermo imaginario | Candidata  |
| Vicky Peña        | Sweeney Todd          | Guanyadora |

#### Millor interpretació secundària
| Actor/Actriu    | Obra de teatre       | Resultat   |
| --------------- | -------------------- | ---------- |
| Miguel Foronda  | La venganza de Tamar | Candidat   |
| Ana Frau        | Eslavos              | Candidata  |
| Blanca Portillo | Eslavos              | Guanyadora |

#### Millor interpretació de repartiment
| Actor/Actriu     | Obra de teatre                | 'Resultat |
| ---------------- | ----------------------------- | --------- |
| Diego París      | ¿Sabes? anoche por poco sueño | Candidat  |
| Pepe Pascual     | El enfermo imaginario         | Candidato |
| Carmen del Valle | La venganza de Tamar          | Ganadora  |